# Vrbaška (Gradiška)
Pour les articles homonymes, voir Vrbaška.
Vrbaška (en serbe cyrillique : Врбашка) est un village de Bosnie-Herzégovine. Il est situé dans la municipalité de Gradiška et dans la république serbe de Bosnie. Selon les premiers résultats du recensement bosnien de 2013, il compte 906 habitants.

## Démographie

### Évolution historique de la population dans la localité
| 1948 | 1953 | 1961  | 1971 | 1981  | 1991   | 2013 |
| ---- | ---- | ----- | ---- | ----- | ------ | ---- |
| -    | -    | 1 003 | 982  | 1 034 | 1 057, | 906  |

|  |